# Calamaria leucogaster
Calamaria leucogaster este o specie de șerpi din genul Calamaria, familia Colubridae, descrisă de Bleeker 1860. A fost clasificată de IUCN ca specie cu risc scăzut. Conform Catalogue of Life specia Calamaria leucogaster nu are subspecii cunoscute.